# Coenosia nigrifemorata
Coenosia nigrifemorata este o specie de muște din genul Coenosia, familia Muscidae, descrisă de Huckett în anul 1965. Conform Catalogue of Life specia Coenosia nigrifemorata nu are subspecii cunoscute.